# Umetna svetloba
Umetna svetloba oz. Umetna razsvetljava se namerno uporablja, da bi dosegli nek praktičen ali estetski učinek. Razsvetljava vključuje uporabo tako umetnih virov svetlobe, kot so svetilke in svetila, kot tudi naravno osvetlitev z zajetjem naravne svetlobe. Dnevna svetloba (z uporabo okna, strešna okna, ali svetlobne police) se včasih uporablja kot glavni vir svetlobe podnevi v stavbah. Na ta način lahko varčujemo z energijo, ki bi jo morali porabiti za proizvajanje umetne svetlobe, ki predstavlja bistven del porabe energije v stavbah. Pravilna osvetlitev lahko izboljša učinkovitost nalog, izboljšanje videza območja, ali ima pozitivne psihološke učinke na ljudi. 
Notranjo razsvetljavo običajno dosežemo z uporabo luči, ki so ključni del notranje opreme. Razsvetljava je lahko tudi sestavni del krajinskih projektov.

## Zgodovina
Z odkritjem ognja je nastala najstarejša oblika umetne razsvetljave, uporablja se je za osvetljevanje območja taborov.  Že kot 400.000 pred našim štetjem se je požar vnel v jamah Peking Man. Prazgodovinski ljudje so uporabljali primitivne oljne svetilke za osvetljevanje okolice. Te svetilke so izdelane iz naravno prisotnih materialov, kot so skale, školjke, rogovi in kamenje, ki so bili napolnjeni z maščobo. Za svetilke so običajno kot gorivo uporabljali živalske ali rastlinske maščobe. Na stotine teh žarnic (umetno izdolbljeno kamenje) so našli v jami Lascaux v sodobni Franciji, predvidevajo da so stari približno 15.000 leti. Kresničke so bile prav tako uporabljene kot svetlobni vir. Lestenci so zgodnja oblika notranje razsvetljave.
Večje zmanjšanje stroškov je prišlo po odkritju kitovega olja in kerozina. Plinska svetilka pa je bila dovolj ekonomična, da so jo uporabljali za ulične svetilke v večjih mestih v začetku 19. stoletja, prav tako je bila uporabljena v nekaterih poslovnih stavb in v domovih premožnih ljudi. Naslednji večji padec cen je nastal z žarnico in elektriko.
Sčasoma je električna razsvetljava postala navzoča v vseh razvitih državah. Izboljšana nočna osvetlitev je omogočila več nočnih dejavnosti in prav tako so ulične svetilke pomagale zmanjšati kriminal.

## Svetila
Svetila prihajajo v različnih stilih za različne funkcije. Najpomembnejše funkcije so kot nosilec za svetlobni vir, da se zagotovi usmerjena svetloba in prepreči vizualno bleščanje. Nekatere so zelo enostavne in funkcionalne, medtem ko so nekatere umetnine same po sebi. Skoraj lahko uporabimo katerikoli material, dokler lahko prenašajo odvečno toploto in je v skladu z varnostnimi kodami.
Pomembna lastnost svetil je svetlobni izkoristek ali omrežne učinkovitosti, kar pomeni količino uporabne svetlobe na porabljeno energijo, običajno merjena v lumen na vat. Bolj pregledno kot je razsvetljave, večja je učinkovitost. Senčenje svetlobe običajno zmanjša učinkovitost, ampak povečati usmerjenost in vizualno udobje.
Barvna temperature za belo svetlobni vir vpliva tudi na njihovo uporabo za nekatere aplikacije. Barvna temperatura belega svetlobnega vira je temperatura v Kelvinih iz teoretičnega črnega oddajnika telesa, ki najbolj ustreza na spekter značilnosti svetilke. Žarilno žarnica ima barvno temperaturo okoli 2800 do 3000 Kelvina; dnevna svetloba je okoli 6400 Kelvin. Nižja barvna temperatura svetilk ima sorazmerno več energije v rumenem in rdečem delu vidnega spektra medtem ko visoka barvne temperature ustrezajo žarnic z bolj modro-belo videzom.

## Vrste
Osvetlitev je razvrščen s predvideno uporabo, kot splošno, poudarjeno ali kot osvetlitev delovne površine, kar je odvisno predvsem od porazdelitve svetlobe, ki jo proizvaja svetilka.
Naloga osvetlitev je predvsem funkcionalna in je po navadi najbolj zgoščeno za namene, kot so branje ali delo. Na primer lahko branje zahteva kakovosti ravni razsvetljave vse tja do 1500 luksov in nekatere inšpekcijske naloge ali kirurški postopki zahtevajo še višjo raven.
Poudarjena razsvetljava je predvsem dekorativna, namenjena izpostaviti slike, rastline ali druge elemente notranje opreme in okolice.
Splošno osvetlitev paše nekje med poudarjeno in delovno osvetlitvijo in je namenjena za splošno osvetlitev območja. V zaprtih prostorih, bi bil to osnovna svetilka na mizi ali na stropu. Na prostem je lahko splošno razsvetljavo za parkirišča tako nizko, kot 10-20 luksov, saj pešci in vozniki ki so že navajeni na temo potrebujejo malo svetlobe pri prehodu območje.

## Metode
- Navpična razsvetljava navzdol je najpogostejša uporabljena v pisarnah in domovih. Čeprav jo je lahko oblikovati ima resne težave z bleščanjem in veliko porabo energije. Uvedba LED osvetlitev je to zelo izboljšalo za cca. 90% v primerjavi z halogeno ali navadno žarnico.
- Navpična razsvetljava navzgor je manj pogosta, uporablja se kot odbojna svetloba od stropa in nazaj dol. To se običajno uporablja v svetilnih inštalacijah, ki zahtevajo minimalno bleščanje. Razsvetljava navzgor uporablja razpršene površine, ki odsevajo svetlobo v prostoru in lahko zmanjša in  onemogoči bleščanje na računalniških zaslonih in drugih temnih sijočih površin. Vendar je indirektno osvetlitev popolnoma odvisna od odbojne vrednosti površine.
- Sprednja osvetlitev je tudi precej pogosta, vendar se nagiba k temu, da predmete, ki jih osvetli vidimo ravno skoraj brez vidnih senc. Osvetlitev od strani je manj pogosta, saj običajno bleščanje. Osvetlitev ozadja ali okoli ali skozi objekt je v glavnem namenjena za podarjeno osvetlitev.